# Salcia, Anenii Noi
Salcia este o localitate din componența comunei Botnărești din raionul Anenii Noi, Republica Moldova.

## Demografie
Structură etnică
     moldoveni (96,91%)
     ucraineni (0,52%)
     ruși (2,58%)
     găgăuzi (0%)
     bulgari (0%)
     români (0%)
     evrei (0%)
     polonezi (0%)
     țigani (0%)
     alte etnii / nedeclarată (−0,01%)
Conform datelor recensământului din 2004, populația localității este de 194 locuitori, dintre care 90 (46,39%) bărbați și 104 (53,61%) femei. Structura etnică a populației în cadrul localității arată astfel:
- moldoveni — 188;
- ucraineni — 1;
- ruși — 5;
- altele / nedeclarată — 0.